# Flor d'enamorats
Flor d'Enamorats és el més original dels cançoners que va compilar Joan de Timoneda (1518-1583) durant el Renaixement. D'aquest cançoner s'han trobat fins a nou edicions posteriors, a més de la de Timoneda i a Barcelona, cosa que indicaria ben clar l'encert del recull, on figuren, a més, un bon grapat de textos poètics en valencià, alguns dels quals se suposen originals de Timoneda, que van ser publicats l'any 1971 per Joan Fuster.
Flor d'enamorats és un cançoner elaborat a València, que consta de poemes en català i en castellà. Aquesta obra i, en general, aquesta època de la literatura catalana ha estat estudiada, molt especialment per l'especialista Vicent Josep Escartí.

## Só qui só
Só qui só és un poema de Joan Timoneda que forma part del cançoner Flor d'enamorats. Ha estat musicat i interpretat per diversos autors com Raimon i Paco Muñoz. Així Raimon l'inclou ja l'any 1974 en el disc A Víctor Jara, realitzat amb la col·laboració de músics d'avantguarda francesos com Michel Portal. Posteriorment ha estat reprès nombroses vegades pel mateix Raimon i també per Paco Muñoz al disc Els nostres poetes, 1998.
Lletra del poema:
Só qui só

Só qui só, que no só io,

puix d'amor mudat me só.

Io crec cert que res no sia,

o, si só, só fantasia,

o algun home que somia

que va alcançar algun do,

puix d'amor mudat me só.

Só del tot transfigurat;

só aquell que era llibertat,

i ara d'amors cativat

me veig molt fora raó,

puix d'amor mudat me só.

Si só, puix que en lo món vixc

i a mi mateix avorrixc,

i segons que discernixc

veig la qui em dona passió

puix d'amor mudat me só.

## Autoria
Timoneda fou el responsable de compilar aquelles cançons i retocar-les, va afegir o va llevar versos o inclús, en alguns casos, ell mateix les va inventar. En la mateixa línia trobem el Sarao de amor (1561) de Timoneda.

## Temàtica
- El tema general del cançoner és la seducció amorosa.
- Els poemes contenen els costums amatoris generalitzats a la ciutat de València de l'època.
- L'obra mostra, al costat d'elements populistes, elements propis de la tradició com són els temes característics dels trobadors (debat entre els ulls i el cor), la imatge ausiasmarquiana de les sagetes de l'amor o la discussió sobre la capacitat amatòria dels vells i dels joves.